# Sandro Altunaschwili
Sandro Altunaschwili (georgisch სანდრო ალთუნაშვილი; englisch Sandro Altunashvili; * 19. Mai 1997 in Tiflis) ist ein georgischer Fußballspieler.

## Karriere

### Verein
Altunaschwili begann seine Karriere beim FC Saburtalo Tiflis. Im Mai 2014 spielte er erstmals für die erste Mannschaft von Saburtalo in der Pirweli Liga. In der Saison 2014/15 war er dann fester Teil der ersten Mannschaft und kam zu 33 Zweitligaeinsätzen. Zu Saisonende stieg er mit dem Team in die Umaghlessi Liga auf. Anschließend debütierte er im August 2015 gegen den FC Zchinwali im georgischen Oberhaus. In seiner ersten Spielzeit kam er zu 24 Einsätzen. In der verkürzten Saison 2016 absolvierte er sechs Partien. In der Saison 2017 kam er zu elf Einsätzen in der höchsten Spielklasse. In der Saison 2018 wurde er mit Saburtalo Meister, in besagter Spielzeit machte er 21 Spiele. In der Saison 2019 kam er 29 Einsätzen, in der Saison 2020 spielte er 18 Mal.
Zur Saison 2021 wechselte Altunaschwili innerhalb der Liga zum FC Dinamo Batumi. In seiner ersten Spielzeit in Batumi wurde er mit Dinamo prompt Meister, in der Meistersaison machte er 33 Spiele, in denen er zweimal traf. In der Saison 2022 kam er zu 31 Einsätzen. Nach weiteren 18 Einsätzen zu Beginn der Saison 2023 unterschrieb der Mittelfeldspieler im Juni 2023 beim österreichischen Bundesligisten Wolfsberger AC, bei dem er einen bis Juni 2025 laufenden Vertrag erhielt. Für Wolfsberg kam er insgesamt zu 44 Einsätzen in der Bundesliga. 2025 gewann er mit den Kärntnern den ÖFB-Cup. Nach seinem Vertragsende verließ er den WAC nach der Saison 2024/25.

### Nationalmannschaft
Altunaschwili spielte zwischen September 2015 und März 2016 achtmal im georgischen U-19-Team. Zwischen Oktober 2016 und Juni 2017 spielte er dann fünfmal für die U-21-Auswahl. Im September 2021 gab er nach seiner ersten Einberufung sein Debüt für die A-Nationalmannschaft, als er in einem WM-Qualifikationsspiel gegen Spanien eingewechselt wurde.  In der erfolgreichen Qualifikation für die EM 2024 wurde er nur im letzten Gruppenspiel eingesetzt und wurde dennoch für die Endrunde nominiert.

## Erfolge
- Österreichischer Cupsieger: 2025